# Odontopygella ugandensis
Odontopygella ugandensis är en mångfotingart som beskrevs av Kraus 1960. Odontopygella ugandensis ingår i släktet Odontopygella och familjen Odontopygidae. Inga underarter finns listade i Catalogue of Life.